# Holiday on Ice
Holiday on Ice er et oprindeligt amerikansk isshow, der blev grundlagt i Ohio i 1945 af den amerikanske impresario Morris Chalfen (1909 – 1979).
Mange kunstskøjteløbere har gennem årene medvirket i showet, der kom til Europa første gang i 1952 og til Skandinavien i 1954. 
I dag produceres showet af Joop van den Ende og har hovedsæde i Amsterdam i Nederlandene. Turneen omfatter i dag ca. 20 lande med i alt 110 forestillinger. 
Holiday on Ice blev særdeles populært i Danmark i 1950'erne og 1960'erne, og Holiday on Ice er optaget i DR's Kulturarvsprojekt. Showet gæstede fra 1950'erne og op til 1970'erne København og Aarhus. Senere har showet bl.a. været afviklet i Messecenter Herning (BOXEN), der har været vært mere end 36 gange for showet.